# Valea Fânațului (okręg Bacău)
Valea Fânațului – wieś w Rumunii, w okręgu Bacău, w gminie Secuieni. W 2011 roku pozostawała niezamieszkana.